# لقاع
اللقاع (الاسم العلمي Haematobia)، جنس حشرات من الذباب الحقيقي وينتمي إلى فصيلة الذبابية المنزلية.

## الأنواع
- H. exigua de Meijere, 1906
- ذبابة ذات قرن (كارولوس لينيوس، 1758)
- H. spinigera  Malloch, 1932